# Emment Kapengwe
Emment Kapengwe (Broken Hill, 27 aprile 1943 – Lusaka, 17 settembre 1988) è stato un calciatore zambiano.

## Biografia
Rimasto orfano di padre, si trasferisce dalla natia Broken Hill a Kitwe ove inizia a giocare a calcio.

## Carriera

### Club
Inizia a giocare nel Kitwe Boma Tigers per poi passare nel 1963, tra le polemiche dei tifosi, ai rivali cittadini del Kitwe Lions. Da lì a poche settimane i due club di Kitwe si unirono nel Kitwe United, di cui Kapengwe diverrà il primo capitano.
Nel 1967 si trasferisce negli Stati Uniti d'America per giocare negli Atlanta Chiefs.
Con gli Chiefs ottenne il quarto posto della Western Division della NPSL, non riuscendo così a qualificarsi per la finale della competizione, poi vinta dagli Oakland Clippers. Kapengwe con il suo club vince la North American Soccer League 1968 ed ottiene il secondo posto finale nella stagione seguente.
Nel 1969 si trasferisce in Inghilterra insieme al suo compagno di squadra e connazionale Freddie Mwila per giocare nell'Aston Villa, allenato da Vic Crowe, anch'egli degli Chiefs. Con il Villa retrocederà in terza serie a seguito del ventunesimo e penultimo posto della Second Division 1969-1970.
Nel 1970 ritornò in patria per giocare nel Kitwe United con cui giunse due volte in finale della coppa dello Zambia.
Nel 1973 torna ad Atlanta per giocare nel club locale, ridenominato Atlanta Apollos. Con gli Apollos giunse al terzo ed ultimo posto della Southern Division della North American Soccer League 1973.
Kapengwe chiude la carriera agonistica al City of Lusaka.

### Nazionale
Ha giocato quarantadue incontri nella nazionale di calcio dello Zambia.

## Palmarès

### Club

#### Competizioni nazionali
- Campionato NASL: 1

Atlanta Chiefs: 1968
- Zambia Challenge Cup: 1

Kitwe United: 1971